# Setembro (álbum de Leonor Andrade)
"Setembro" é o primeiro álbum de estúdio da cantora portuguesa Leonor Andrade. Foi lançado a 13 de maio de 2016, tendo sido lançado para pré-encomenda na plataforma digital iTunes a 29 de abril do mesmo ano.

## Faixas
| Setembro       |                                        |         |  |
| N.º            | Título                                 | Duração |  |
| 1.             | "Strong for Too Long"                  | 3:35    |  |
| 2.             | "Já Conheci"                           | 3:06    |  |
| 3.             | "Não Dá Mais"                          | 3:24    |  |
| 4.             | "Arde Em Mim"                          | 2:46    |  |
| 5.             | "My Heart is Bleeding Out of My Chest" | 4:03    |  |
| 6.             | "Escapas-me"                           | 3:33    |  |
| 7.             | "Deixa-me o Chão" (com Marisa Liz)     | 3:32    |  |
| 8.             | "Requiem"                              | 3:57    |  |
| 9.             | "Setembro"                             | 3:18    |  |
| 10.            | "Fool"                                 | 4:11    |  |
| Duração total: | Duração total:                         | 35:46   |  |

## Desempenho nas paradas
| Lista    | Posición |
| Portugal |          |
| -------- | -------- |